# Jamarje
Jamarje is een plaats in de gemeente Rakovica in de Kroatische provincie Karlovac. De plaats telt 9 inwoners (2001).